# Consiglio Nazionale della Resistenza Iraniana
Il Consiglio Nazionale della Resistenza Iraniana (spesso indicato NCRI) è un'organizzazione e coalizione politica fondata nel 1981, legata al partito anti-teocratico dei Mojahedin del Popolo Iraniano (Mojahedin-e Khalq), che si proclama parlamento e governo in esilio della resistenza in Iran al regime islamico e si descrive come una ampia coalizione costituita da cinque organizzazioni e partiti di opposizione, appoggiato da oltre 550 personalità politiche, culturali e sociali, specialisti, artisti, intellettuali, scienziati, militari e comandanti dell'Esercito di Liberazione Nazionale (altro nome dei Mojahedin iraniani). 
Non è da confondere con il Consiglio Nazionale Iraniano (il cui leader è il principe Reza Pahlavi), fondato nel 2013 dai monarchici del Partito Costituzionalista dell'Iran, gruppo di orientamento liberale e comprendente anche membri del Movimento Verde, mentre il NCRI tende al socialismo democratico.

## Storia
Venne fondato inizialmente sull'alleanza tra i Mojahedin del Popolo Iraniano, il Fronte Nazionale Democratico e il Partito Democratico del Kurdistan Iraniano.
L'attuale presidente eletto è Maryam Rajavi, la quale, nella sua prima elezione nel 1993, è stata considerata dal movimento il futuro capo di Stato dell'Iran. Massoud Rajavi, suo marito, è ufficialmente il presidente e portavoce dell'organizzazione, ma non si mostra in pubblico dall'invasione dell'Iraq del 2003. Fonti arabe di informazione hanno affermato che Massoud Rajavi sia scomparso o morto, che sia stato arrestato dalle nuove autorità irachene. Nel 2009 è stato diffuso un comunicato che afferma che Rajavi è in clandestinità per timore di essere assassinato, ma che il "grande architetto e leader della Resistenza" è tuttora in vita e in buona salute e ha rivolto una lettera agli ayatollah e agli oppositori interni. Nel 2016 è stato detto che Rajavi sia deceduto di malattia (complicazioni dell'AIDS) lo stesso anno. Tra gli altri fondatori vi fu Abolhassan Banisadr, primo Presidente della Repubblica Islamica dell'Iran, destituito e costretto all'esilio da Khomeini nel 1981 in quanto considerato troppo moderato.
Alireza Jafarzadeh era il rappresentante ufficiale negli USA finché la sede dell'organizzazione fu chiusa dall'US State Department nel 2002 perché considerato gruppo di facciata per l'Esercito di Liberazione Nazionale, che è un gruppo considerato a lungo di stampo terrorista a causa dei suoi legami con il deposto dittatore iracheno Saddam Hussein. Da allora il governo americano l'ha inserito nel suo elenco di organizzazione terroriste. Alcuni considerano difatti il MEK e NCRI una sorta culto della personalità o una psicosetta comandata dai coniugi Rajavi.
Il 28 settembre 2012 il dipartimento di stato americano ha cancellato il nome dell'organizzazione dalla lista nera.
Molti analisti credono che l'organizzazione in realtà sia solo l'ala politica dei Mujaheddin, sebbene entrambi affermino che quest'ultimo sia una semplice componente delle cinque organizzazioni del Consiglio, tra i quali vi sono anche le rappresentanze delle minoranze curde ed ebree. È stato ipotizzato che l'inclusione delle due organizzazioni nella lista sia più una concessione al regime iraniano per motivi petroliferi che basato su dati di fatto.

## Collocazione politica
Il gruppo si dichiara pluralista, democratico e multipartitico, anche se la maggioranza è composta dal MEK, democratico e laico. Non fanno parte del NCRI gruppi islamisti, il partito comunista Tudeh e nemmeno i monarchici del Partito Costituzionalista dell'Iran, anche se in passato Rajavi provò, tramite Bill Clinton, a ottenere il sostegno dell'ex principe ereditario Reza Pahlavi, onde rimuovere il MEK dall'elenco delle organizzazioni terroristiche.

## Rapporti internazionali
Secondo il Wall Street Journal: "Senior diplomats in the Clinton administration say the MEK figured prominently as a bargaining chip in a bridge-building effort with Tehran." Il quotidiano ha anche aggiunto che: nel 1997, il Dipartimento di Stato aveva aggiunto il MEK alla lista delle organizzazioni terroristiche mondiali come "a signal" (un segnale) del desiderio americano di avvicinamento ai riformisti di Tehran, riferisce Martin Indyk, che al tempo era assistente segretario di stato per il Vicino Oriente. Il governo del presidente Khatami "considered it a pretty big deal," (lo considerò un gesto molto importante) aggiunge Indyk.
Il MEK è coinvolto in diversi attacchi, anche dinamitardi, contro individui ed installazioni (incluso uffici governativi) della Repubblica Islamica dell'Iran, sia in Iran che all'estero, considerati dai militanti legittimi atti di resistenza armata al regime. Alcune di queste azioni hanno anche provocato delle vittime civili e MEK e NCRI sono considerate dalla Repubblica Islamica dell'Iran come organizzazioni terroriste. L'NCRI (se considerata come una entità separata dal MEK) non è però una organizzazione armata e quindi non può essere responsabile degli attacchi contro esponenti e proprietà iraniane.
L'Unione europea nel maggio 2004 ha giudicato NCRI parte del MEK (e non viceversa) escludendo NCRI dalla lista delle organizzazioni considerate terroristiche, includendo però i Mojahedin del Popolo Iraniano "minus the National Council of Resistance of Iran" nella lista di queste organizzazioni.
Numerosi partiti politici europei e anche italiani hanno sostenuto e sostengono l'eliminazione dalle liste di organizzazioni terroristiche del NCRI e dei Mujaheddin del popolo; tra di essi, i Radicali italiani.
Nel 2013 l'allora Ministro degli Esteri italiano Giulio Terzi di Sant'Agata ha tenuto un discorso ad un raduno organizzato a Parigi dal NCRI.

### Gruppi membri del NCRI
- (EN) Mujaheddin del Popolo Iraniano (MEK/MKO), su mojahedin.org.

| Controllo di autorità | VIAF (EN) 136942053 · ISNI (EN) 0000 0001 2165 727X · LCCN (EN) n88059956 · GND (DE) 5081651-2 · BNF (FR) cb12182439w (data) · J9U (EN, HE) 987007267638505171 |